# إد سبنسر
إد سبنسر (بالإنجليزية: Ed Spencer)‏ هو سائق سيارة سباق أمريكي، ولد في 5 يناير 1929 في نانتيكوك في الولايات المتحدة، وتوفي في 3 أبريل 2014 في Drums, Pennsylvania ‏ في الولايات المتحدة.

## وصلات خارجية
- إد سبنسر على موقع Racing-Reference.info (الإنجليزية)